# Saint-Merd-de-Lapleau
Saint-Merd-de-Lapleau är en kommun i departementet Corrèze i regionen Nouvelle-Aquitaine i de centrala delarna av Frankrike. Kommunen ligger  i kantonen Lapleau som tillhör arrondissementet Tulle. År 2022 hade Saint-Merd-de-Lapleau 193 invånare.

## Befolkningsutveckling
Antalet invånare i kommunen Saint-Merd-de-Lapleau
Referens:INSEE